# Trial (Grammatik)
Der Trial (die Dreizahl) bezeichnet in der Grammatik einen Numerus und repräsentiert die Dreizahl. Der Trial ist selten und kommt unter den lebenden Sprachen vor allem in australischen und austronesischen Sprachen vor.

## Sursurunga
1986 identifizierte der Linguist Don Hutchisson zwei auf Pronomen beschränkte Numeri des Sursurunga als Trial und Quadral. Sursurunga ist eine ozeanische Sprache des mesomelanischen Zweigs.
| Person | Person   | Singular | Singular  | Dual  | Dual      | Trial  | Trial    | Quadral | Quadral  | Plural | Plural |
| ------ | -------- | -------- | --------- | ----- | --------- | ------ | -------- | ------- | -------- | ------ | ------ |
| 1      | inklusiv | iau      | ich       | gitar | wir beide | gittul | wir drei | gitat   | wir vier | git    | wir    |
| 1      | exklusiv |          |           | giur  |           | gimtul |          | gimat   |          | gim    |        |
| 2      |          | i'au     | du        | gaur  | ihr beide | gamtul | ihr drei | gamat   | ihr vier | gam    | ihr    |
| 3      |          | 'ai      | er/sie/es | diar  | sie beide | ditul  | sie drei | diat    | sie vier | di     | sie    |

Bemerkung: Für die erste Person sind ab der Spalte Dual jeweils zwei Formen angegeben: die obere schließt den oder die Angesprochenen ein (= inklusiv, z. B. bedeutet gitar „ich und du“), die untere schließt den oder die Angesprochenen aus (= exklusiv, z. B. bedeutet giur „ich und er, ohne dich“).
Tatsächlich handelte es sich bei dem Trial bzw. Quadral um einen „kleineren“ bzw. „größeren“ Paukal. Der „kleinere Paukal“ bedarf mindestens dreier Personen, der „größere“ mindestens vierer Personen. Beide sind jedoch nicht auf eine exakte Zahl festgelegt.